# Creu de terme de Castellví de Rosanes
La Creu de terme és una creu de terme al terme municipal de Castellví de Rosanes (Baix Llobregat) inclosa en l'Inventari del Patrimoni Arquitectònic de Catalunya. Es tracta d'una creu de terme de base circular concèntrica amb tres cossos superiors. El fust de la columna és poligonal, tot seguit ens trobem la base de la creu pròpiament dita formava per querubins. Per acabar, a manera de remat, trobem la creu, a un dels costats trobem el crucificat i a l'altre, la verge amb el nen. Els braços estan ornamentats amb motius voluntats.